# Hollands Glorie (televisieserie)

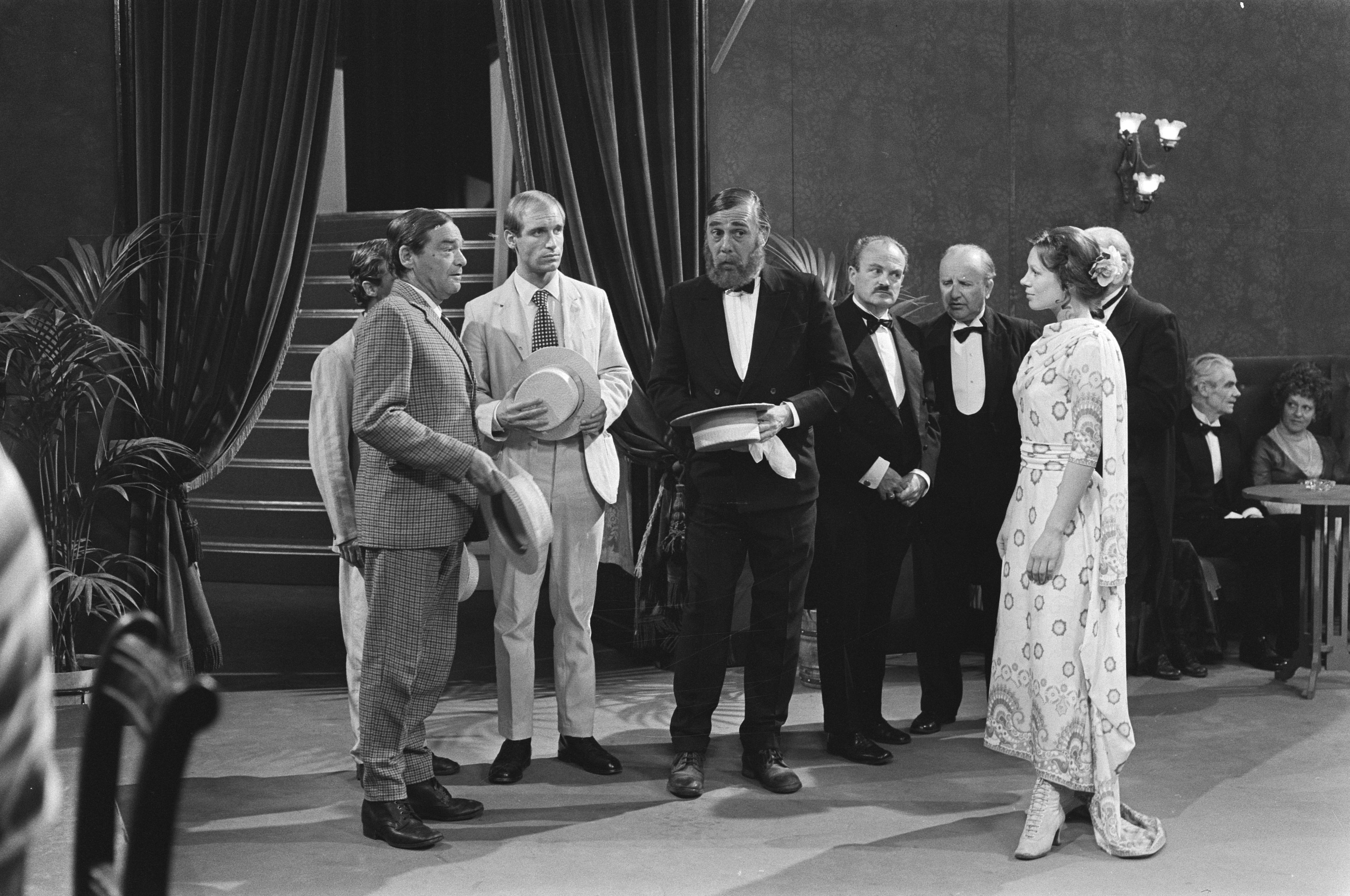
Opnamen Hollands Glorie

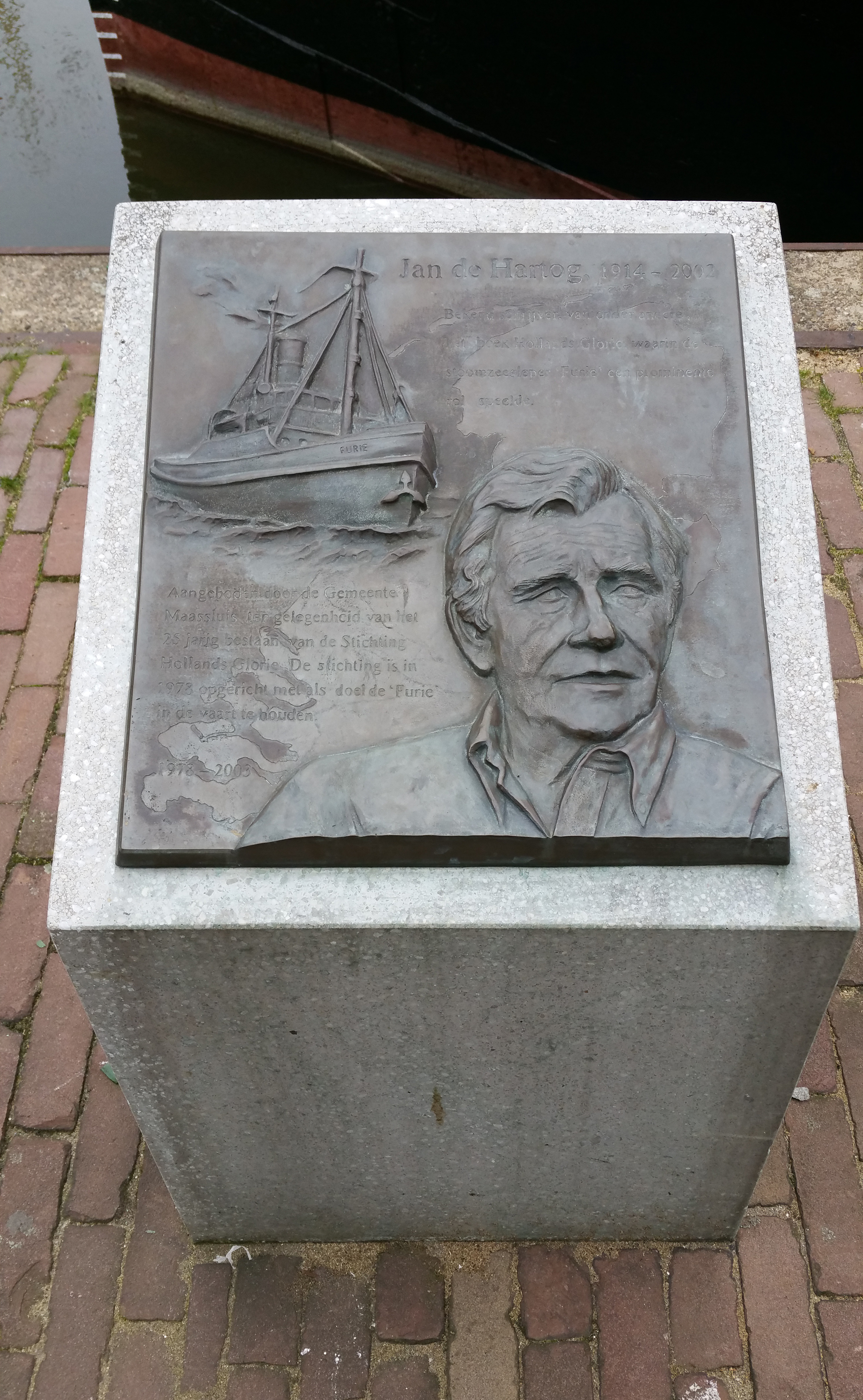
Plaquette van Jan de Hartog en sleepboot de Furie in Maassluis

Hollands Glorie was een televisieserie uit 1976 gebaseerd op het boek Hollands Glorie van Jan de Hartog. De serie werd van 26 november 1977 tot 11 februari 1978 uitgezonden door de AVRO. De regie was in handen van Walter van der Kamp met de muziek van Tonny Eyk. In november 2008 verscheen de serie op dvd. In 2011 zond de AVRO de serie opnieuw uit.

## Rolverdeling (compleet)
| Acteur                 | Personage                  |
| ---------------------- | -------------------------- |
| Hugo Metsers           | Jan Wandelaar              |
| Coen Flink             | Kapitein Sjemonow          |
| Leen Jongewaard        | Meester                    |
| Jan Blaaser            | Machinist Bout             |
| Rudi Falkenhagen       | Bootsman Janus de Wit      |
| Piet Kamerman          | Kok Blekemolen             |
| Michiel Kerbosch       | Stoker Abeltje             |
| Wil van Selst          | Kees de Kaap               |
| Jon Bluming            | Bulle Brega                |
| Frans Gelderblom       | Derde machinist Arie       |
| Wim Kouwenhoven        | Vader Dijkmans             |
| Louise Ruys            | Moeder Dijkmans            |
| Teuntje de Klerk       | Dochter Nellie Dijkmans    |
| Jan Teulings           | Reder Kwel                 |
| Lex van Delden         | Nol Kwel jr                |
| Lou Steenbergen        | Reder Van Munster          |
| Bert van der Linden    | Boekhouder                 |
| Evert Holtzer          | Scheepsjongen Henkie       |
| Paul Meijer            | Kapitein Bas               |
| Wim Hesse              | Kapitein Zuurbier          |
| Jan Hundling           | Kapitein Maartens          |
| Ton Vos                | Pleun                      |
| Bill MacInerney        | Ierse kapitein             |
| Albie MacCarthy        | Ierse kok Cookie           |
| Ben Hulsman            | Rijkens                    |
| Johnny Jordaan         | Meester Bevers             |
| Frits Lambrechts       | Machinist Verwoert         |
| Rita Hovink            | Zangeres                   |
| Robbie Funcke          | Souteneur                  |
| Johan Schmitz          | Nederlandse Consul         |
| Marja Huynen           | Dochter van Consul         |
| Henny Alma             | Eerste dame in Rio         |
| Liane Saalborn         | Tweede dame in Rio         |
| Frans Kokshoorn        | Kok Hazewinkel             |
| Paul Deen              | Van Hemel                  |
| Floor Koen             | Spion van Kwel             |
| Wim van den Brink      | Kapitein Van der Gast      |
| Bertus Botterman       | Boekhouder van Kwel        |
| Ab Hofstee             | Kapitein Minnema           |
| Hans Dagelet           | Flip de Meeuw              |
| Maya Bouma             | Boerin                     |
| Herbert Joeks          | Doodgraver Bongerds        |
| Tobi Rix               | Cipier                     |
| Wim Hoddes             | Rechter                    |
| Han Bentz van den Berg | Beumers van Haeften        |
| Josine van Dalsum      | Riekie Kiers               |
| Ward de Ravet          | Vandenbossche              |
| Nele Vandendriessche   | Vriendin van Vandenbossche |
| Johan te Slaa          | Reder Bartel Kiers         |
| Paul van Gorcum        | Chauffeur Sikkes           |
| Jan Lemaire            | Reder Louw                 |
| Sacco van der Made     | Reder De Herder            |
| Willy Ruys             | Consul van Denemarken      |
| Hans Veerman           | Reder Meulemans            |
| Jaap Stobbe            | Kelner Frits               |
| Winnie Bloemhart       | Indische vrouw             |
| Gerard Cox             | Kapitein Rang              |
| Mijanou van Baarzel    | Conny Stuwe                |
| Maria Lindes           | Chanteuse                  |
| Frans Vrolijk          | Chanteur                   |
| Coen Pronk             | Verslaggever               |
| Rob Fruithof           | Marconist                  |
| Hans Hoekman           | Ole                        |

## Hoorspel
Naast de televisieserie werd in 1977 door de AVRO ook een hoorspel gemaakt van Hollands Glorie. Daarin werden de belangrijkste rollen gespeeld/gesproken door Piet Römer, Sacco van der Made, Marijke Merckens, Jan Borkus, Gees Linnebank, Hans Veerman en Canci Geraerdts. De regie was in handen van Dick van Putten.

## Uitgaven
- Dvd Hollands Glorie: EAN 0602517412484
- Hoorspel ISBN 9789047604341